# Mesclants (Monistrol de Calders)
Mesclants és un paratge del terme municipal de Monistrol de Calders, a la comarca del Moianès.
És el lloc on es troben la riera de Sant Joan i la Golarda, al nord-oest del poble de Monistrol de Calders, formant el Calders.